# Villa Giulio de la Ville
Villa Giulio de la Ville è una delle ville vesuviane del Miglio d'Oro, sita in Ercolano.

## Storia
Edificata nel XVIII secolo, la residenza era originariamente nota col nome "Villa Petitti".
Giulio de la Ville sur Illon, cui deve l'attuale denominazione, la acquistò dalla famiglia Dell'Aquila nel XX secolo. 
La villa ha subito nel corso dei secoli numerose modifiche strutturali, tra le quali l'abbattimento di alcune costruzioni che davano sul parco retrostante e l'accorpamento della cappella, posta fronte strada, ad un secondo edificio su due livelli.
L'intera struttura ha subito notevoli danni provocati dal terremoto del novembre 1980, solo parzialmente rimediati da lavori di consolidamento, e versa da decenni in stato di abbandono.
Testimonianza degli antichi fasti è la presenza di resti degli stucchi settecenteschi sulla facciata principale.
Nel 2012 Villa Giulio de la Ville è stata inserita in un progetto di recupero e valorizzazione, promosso dalla Facoltà di Architettura dell’Università degli Studi di Napoli Federico II, secondo il quale avrebbe dovuto ospitare la "Città dei bambini".